# Джинсова революція
«Джи́нсова револю́ція» (біл. Джынсавая рэвалюцыя) або «Волошко́ва револю́ція» (біл. Валошкавая рэвалюцыя, Васільковая рэвалюцыя) або Площа 2006 — акції протесту проти результатів президентських виборів в Білорусі, що відбулися в березні 2006 року і за офіційними підсумками яких Олександр Лукашенко втретє поспіль став президентом Білорусі. Протести не дали очікуваного результату, частину учасників було заарештовано чи відраховано з навчальних закладів. Через жорстке придушення протесту США та країни ЄС увели санкції проти керівництва Білорусі.

## Назва
Термін «джинсова революція» з'явився після випадку, що відбувся 16 вересня 2005 року під час акції в пам'ять зниклих політиків. Після того, як працівники міліції відібрали в протестувальників портрети зниклих політиків і біло-червоно-білі прапори, активість молодіжного руху «Зубр» Микита Сасім підняв над головою замість прапора власну джинсову куртку як символ спротиву диктатурі. Пізніше «Зубр» пропонував одягати джинсовий одяг щомісяця 16-го числа, в день пам'яті зниклих людей в Білорусі.

## Передісторія
Протистояння між президентом Олександром Лукашенком, обраним у 1994 році, та опозицією розпочалося ще на початку його правління. Причиною були як ідеологічні розбіжності, так і бажання Лукашенка обійти парламент, в якому він не мав однозначної підтримки. Дії президента призвели до протистояння з парламентом. Однак у 1995 та 1996 роках президент провів два референдуми на свою користь, в результаті чого він, серед іншого, отримав право розпустити парламент. Незважаючи на рекомендаційний характер референдуму 1996 року, Парламент було розпущено, а новий було зібрано без виборів з числа парламентарів, що погодилися приєднатися до нього.
Деякі депутати, що не визнали розпуску парламенту, продовжували проводити засідання старого парламенту, а в 1999 році сформували альтернативну виборчу комісію і спробували організувати президентські вибори. Опозиційні вибори не відбулися. У 2000 році відбулися вибори до нового парламенту, утвореного в 1996 році указом президента. Більшість опонентів президента бойкотували вибори, вони продовжували діяти як позапарламентська опозиція. Мітинги опозиції (наприклад, Чорнобильський шлях) розігнала міліція. В 1999 році зникла низка опозиційних політиків, ці справи так і не було розслідувано до кінця.
У 2004 році було проведено новий референдум, що зняв обмеження на два президентські терміни. Таким чином Лукашенко отримав можливість балотуватися на виборах 2006 року. Напередодні виборів відбувалися масштабні антипрезидентські мітинги із затриманням учасників. Активісти опозиційного руху «Зубр» розмістили листівки із закликом до повалення Олександра Лукашенка та участі в акції протесту в день виборів.
Протестний рух очолювали кандидати в президенти Олександр Мілінкевич та Олександр Козулін, у ньому брали участь опозиційні організації «Зубр», «Молодий фронт», Об'єднані демократичні сили Білорусі, Білоруська соціал-демократична партія (Громада) та інші.
За півтора роки до виборів у Білорусі в сусідній Україні відбулася «Помаранчева революція», внаслідок якої протестувальникам вдалося добитися чесного підрахунку голосів на президентських виборах і до влади прийшла опозиція. В Грузії та Киргизстані також відбулися повалення старих режимів і прихід до влади опозиції (Революція троянд 2003 року та Тюльпанова революція 2005 року відповідно). Білоруська влада розглядала «кольорові революції» як пряму загрозу, використовуючи відповідну риторику.

## Протести

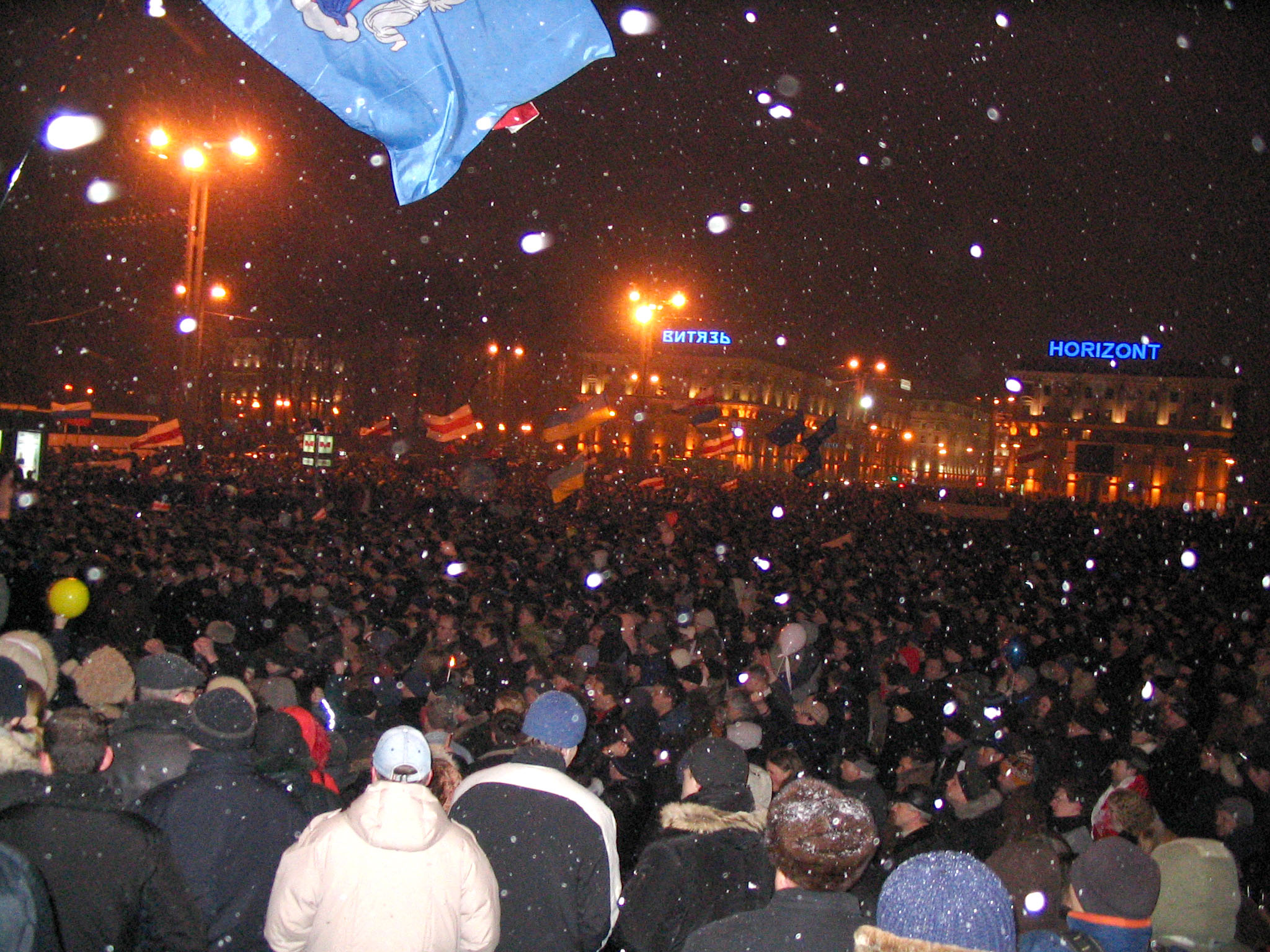
Протест 19 березня 2006 на Жовтневій

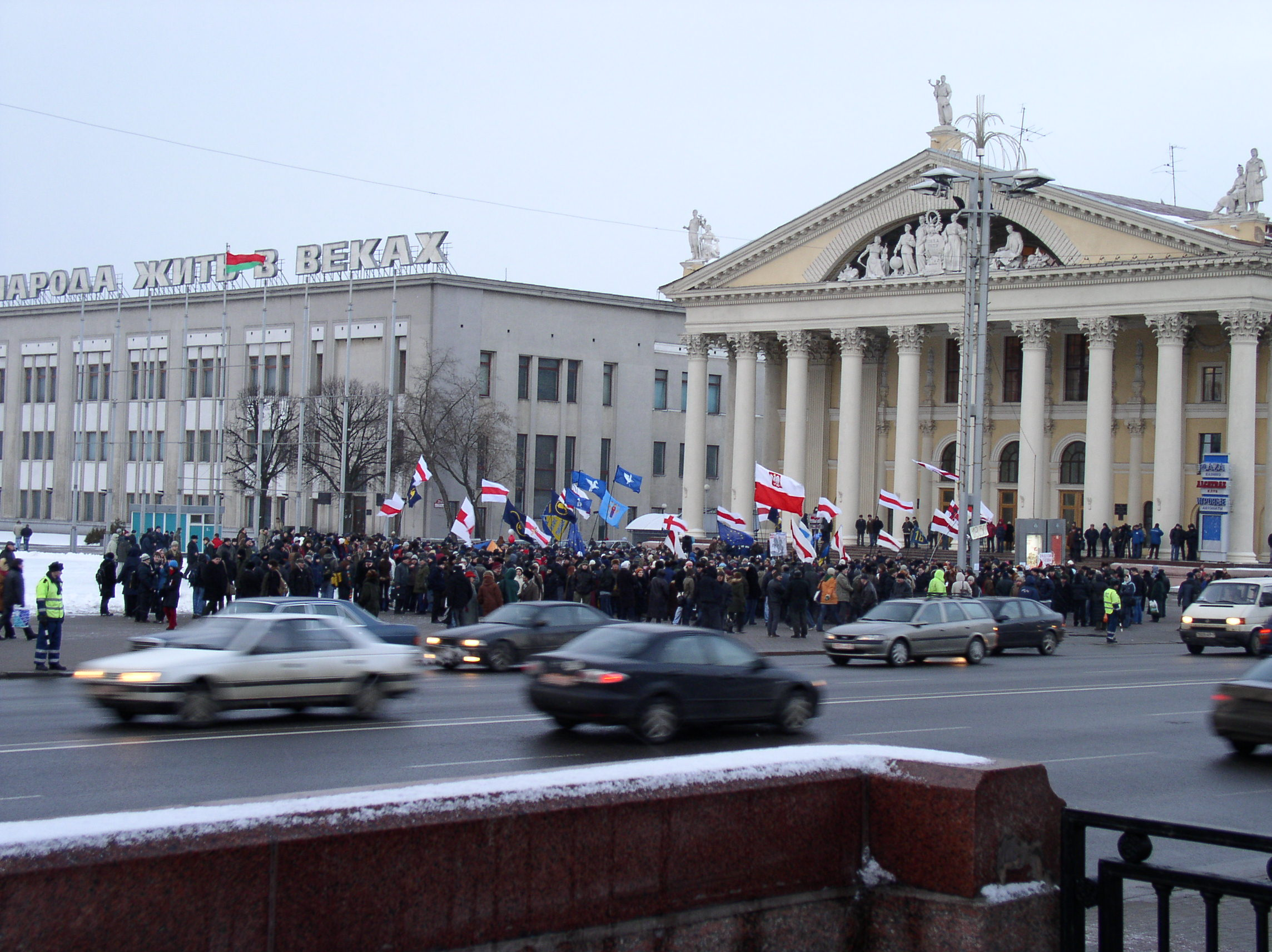
Протест 21 березня 2006 на Жовтневій

### 19 березня
19 березня, у день виборів, на Жовтневій площі в Мінську відбувся мітинг, який розпочався після закриття виборчих дільниць, але до офіційного оголошення результатів виборів. На мітингу, в якому взяли участь від 8 до 30 тисяч людей, лунали заклики до проведення чесних виборів та повалення Лукашенка.
Олександр Козулін у своєму виступі зазначив, що порадившись з Олександром Мілінкевичем, вони вирішили вийти на площу Перемоги, щоб покласти квіти, після чого закінчити мітинг. Він також закликав своїх прихильників зібратися наступного дня о 18:30 в центрі Мінська. Про сутички чи затримання під час мітингу не повідомлялося.
У ніч на 20 березня Центральна виборча комісія опублікувала результати попереднього підрахунку 100 % виборчих бюлетенів: явка склала 92,6 % (6 614 998 громадян), Олександра Лукашенка підтримали 82,6 % виборців (приблизно 5 460 000 громадян), Олександра Мілінкевича — 6 % (близько 400 000 громадян), Сергій Гайдукевича — 3,5 % (близько 250 000 громадян), Олександра Казуліна — 2,3 % (близько 154 000 громадян).

### 20 березня
20 березня на Жовтневій площі в Мінську знову відбувся мітинг від 6 до 10 тисяч людей. Того дня на площі було прийнято «Декларацію народу Білорусі» з вимогою перевиборів. Протестувальники почали встановлювати намети.
До учасників мітингу виступили лідер Об'єднаної громадянської партії Анатолій Лебедько, дружина Олександра Мілінкевича Інна Кулей, депутат Державної Думи Росії Володимир Рижков, письменник Володимир Орлов, депутат міської ради Гомеля Юрій Глушаков та інші.

### 21 березня
На площі було організовано наметове містечко, яке складалося з дев'ятнадцяти наметів. Представники опозиційних рухів з інших регіонів Білорусі прибули до Мінська.
Біля наметового містечка з'явилися правоохоронці. Вони затримали понад сотню людей за доставку їжі на площу. Влада використовувала інші методи впливу: учасників протесту відраховували з навчальних закладів, закривали заклади біля площі (протестувальникам довелося шукати туалети в інших місцях, де їх арештовувала поліція). Демонстранти скандували гасла: «Поліція з народом» та «КДБ з народом».
Ввечері наметове містечко відвідали посли Великої Британії, Німеччини, Латвії, Литви, Словаччини, Франції та Чехії. Акції підтримки відбувалися не лише в деяких білоруських містах, а й у Росії (наприклад, у Єкатеринбурзі акцію на підтримку білоруського протесту провели представники правозахисної асоціації «Холод»).
Вночі влада вимкнула світло на площі.

### 22 березня
Кількість людей, що брали участь у протесті, повільно зменшувалася. Вранці 22 березня між лідерами опозиції Олександром Мілінкевичем та Олександром Козуліним виникли розбіжності: Козулін запропонував зняти намети з площі та продовжувати протести 25 березня на День Волі, а Мілінкевич закликав зберегти наметове містечко.
Увечері в наметовому містечку було близько 3000 людей, близько трьохсот з яких перебували там постійно.
Протестувальників продовжувалти затримувати, відбулися сутички з опонентами опозиції. Повідомлялося про насильство та приниження з боку правоохоронців проти затриманих членів опозиції.

### 23-24 березня
23 березня кількість демонстрантів збільшилася, а кількість наметів зросла до 35. Вночі, коли на площі було найменше протестувальників, міліція оголосила про ліквідацію містечка та запропонувала учасникам піти до автозаку добровільно. Протестувальники чинили пасивний опір, сидячи на землі і тримаючись один за одного. Міліція застосувала силу для затримання учасників. Ліквідація містечка зайняла від 15 до 20 хвилин.
За офіційними даними, було заарештовано понад 500 осіб. Затриманих доставили до ізолятора Акрестіна, де їх судили.

### 25 березня
25 березня міліція почала затримувати протестувальників, які покинули наметове містечко завчасно. За деякими даними, затриманих били.
О 12 годині близько 2,5 тис. людей намагалися вийти на Жовтневу площу, щоби провести нову несанкціоновану акцію протесту. Міліція витіснила їх із площі, а опозиція провела акцію в сусідньому парку Янки Купали. Там кількість протестувальників зросла до 7-10 тисяч людей, були присутні Мілінкевич та Козулін. Наприкінці мітингу Козулін закликав протестувальників продовжувати протест біля ізолятора на Акрестіна (за версією влади, він закликав до штурму), і марш розпочався. На майданчику між Театром музичної комедії та будівлею Московської райдержадміністрації мітинг розігнали правоохоронці, які застосовували кийки, електрошокери, гумові кулі та сльозогінний газ. Кількість протестувальників на той час становила близько 2-3 тис. осіб (за даними влади, не більше 900 осіб), з яких близько 100 осіб, зокрема Козуліна, було затримано.
Активна хвиля протестів закінчилася, наступна велика акція опозиції відбулася 26 квітня 2006 р. («Чорнобильський шлях»).

## В культурі
Післявиборчі протести на Жовтневій площі задокументував білоруський режисер Юрій Хащавацький у фільмі «Площа» (Плошча).
В листопаді 2006 року польський режисер Мирослав Дембінський випустив документальну стрічку «Урок білоруської мови» (Lekcja białoruskiego), присвячену участі опозиції в президентських виборах.
Мінський рокгурт N.R.M. записав альбом «06», назва і тематика якого пов'язані з протестами 2006 року. В кліпі на пісню «Гадзючнік» використано відеохроніку протесту.
Репгурт Чырвоным па Белым видав альбом «Крывавы Сакавік» (укр. Кривавий березень), також присвячений цим подіям. Серед пісень альбому є переклад пісні Я не хочу українського гурту «Тартак».